# Isolated Warrior
Isolated Warrior, connu au Japon sous le nom Max Warrior: Wakusei Kaigenrei (マックスウォーリアー 惑星戒厳令, Makkusu Uōriā: Wakusei Kaigenrei), est un shoot them up en 2D isométrique en vue aérienne développé par KID Corp. et édité par NTVIC au Japon et par Vap Inc. aux États-Unis,,. Il est sorti au Japon le 15 février 1991 et en Amérique du Nord la même année sur Nintendo Entertainment System.

## Synopsis
La planète Pan a été envahie par des extraterrestres. Le héros, Max Maverick, est le dernier espoir pour neutraliser l'invasion.

## Système de jeu
Le jeu consiste en 7 niveaux. Max est armé initialement d'un pistolet laser.

## Développement
L'illustration de la couverture est l’œuvre de Jaddi Adel du Vigan.

### Sources à lier
- Joypad (magazine), n°2, novembre 1991, noté 92%, trouvé via Gamekult ;
- Mean Machines, n°12, septembre 1991, noté 80%, voir le PDF ;
- Famitsu, n°4, noté 21/40 ;
- Classic Home Video Games, 1985-1988: A Complete Reference Guide.